# Silnice I/35

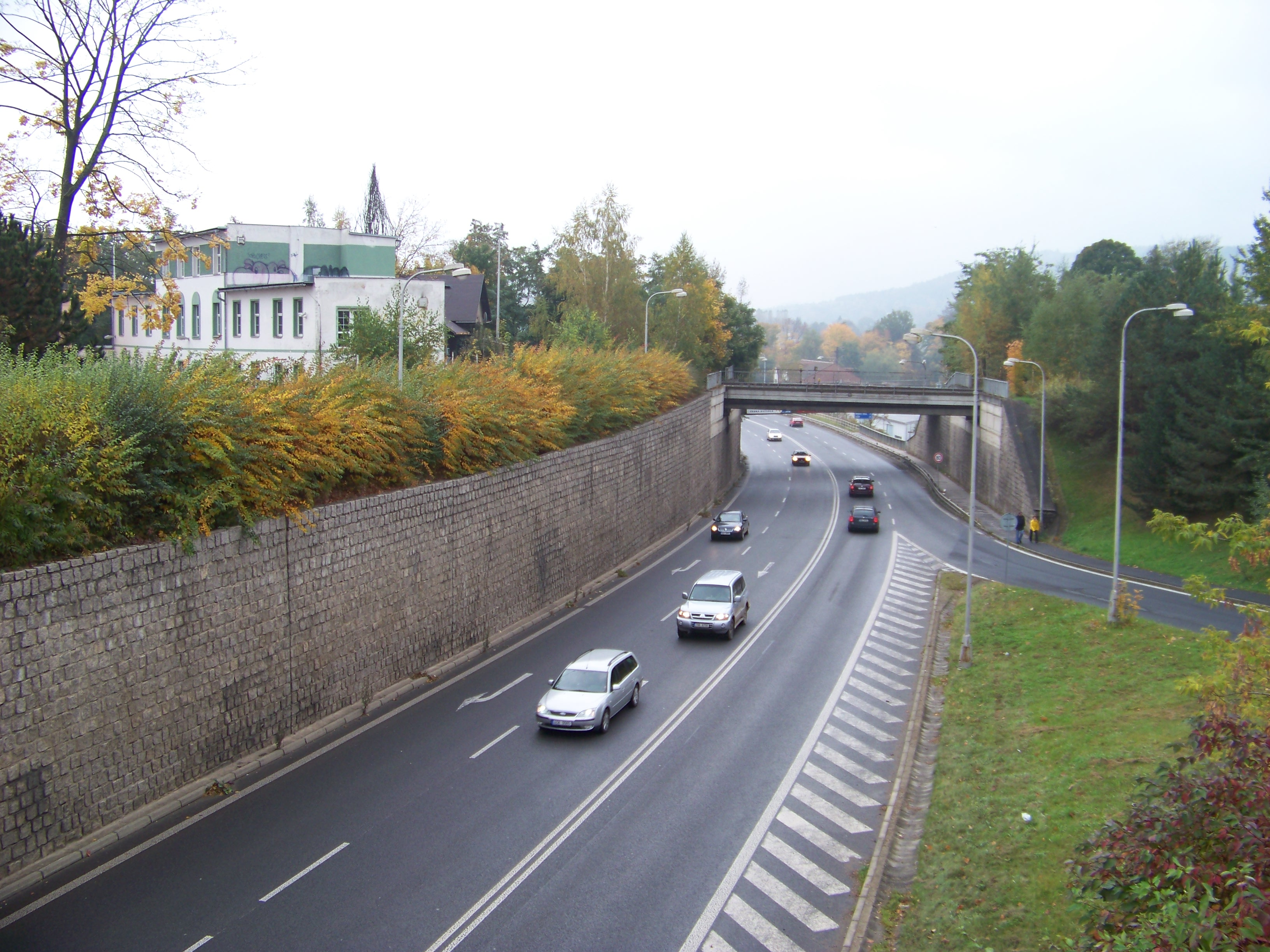
Turnov, okres Semily. Silnice I/35, pohled z mostu Nádražní ulice k jihu

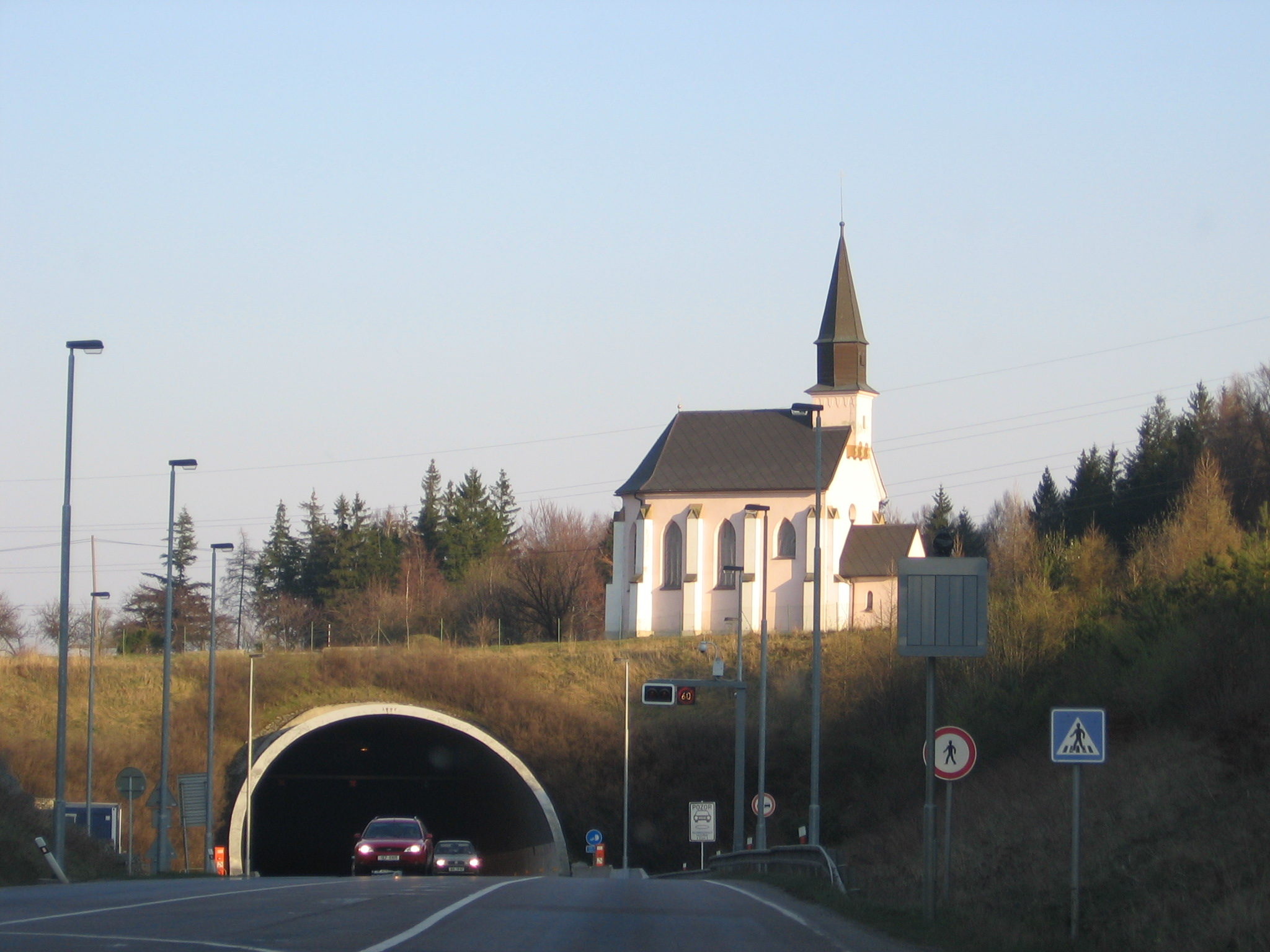
Tunel skrz Hřebečovský hřbet nedaleko Svitav

Silnice I/35 je česká silnice I. třídy patřící k páteřním celostátním silničním tahům. Se svými 284,957 km je druhou nejdelší českou silnicí I. třídy, prochází šesti kraji a třemi krajskými městy, je po ní téměř v celé délce vedena evropská silnice E442. V úseku od Mohelnice po Lipník nad Bečvou je nahrazena dálnicí D35 a degradována na silnici II. třídy (II/635 nebo II/437).
Původně byla naplánována (její střední úsek) v 18. století jako spojnice mezi královéhradeckou a olomouckou pevností. Do roku 1997 začínala silnice I/35 na hraničním přechodu Habartice–Zawidów a vedla přes Frýdlant do Liberece. Dnes na stejném přechodu naopak končí silnice I/13 a začátek silnice I/35 byl přemístěn k významnějšímu hraničnímu přechodu v Hrádku nad Nisou, kde nahradila původní silnici II/271. Do roku 1997 byl i konec silnice jinde než nyní a to ve Valašském Meziříčí, na křižovatce se silnicí I/18. Jelikož však byla I/18 nově ukončena už v Čechách u Votic, nahradila její poslední úsek ke hranici se Slovenskem právě silnice I/35.
Na silnici se nachází dva tunely: Liberecký a Hřebečský.
Jako silnice pro motorová vozidla jsou v provozu:
- dvouproudý úsek Hrádek nad Nisou – Bílý Kostel nad Nisou
- čtyřpruhový úsek Bílý Kostel nad Nisou – Turnov
- krátký čtyřpruhový úsek mezi Křelovem (D35) a Olomoucí.

Jako silnice pro motorová vozidla je budována i Palačovská spojka.

## Vedení silnice

### Liberecký kraj
- hraniční přechod Hrádek nad Nisou – Porajów (Polsko) – ze směru Žitava (Německo)
- Bílý Kostel nad Nisou/Chrastava (začátek peáže I/13, navedení E442)
- začátek čtyřproudého úseku
- Chrastava (II/592)
- odbočka Stráž nad Nisou (konec peáže I/13)
- Liberec (I/14)
- odbočka Rychnov u Jablonce nad Nisou (I/65)
- odbočka Hodkovice nad Mohelkou (II/278)
- Mimoúrovňová křižovatka Ohrazenice (D10, začátek peáže E65)
- konec čtyřproudého úseku
- Turnov (I/10, konec peáže E65; II/610; II/283)
- Ktová (II/282)

### Královéhradecký kraj
- Újezd pod Troskami (II/281)
- Jičín-západ (začátek peáže I/16)
- Jičín (obchvat, I/32, II/286)
- čtyřproudý úsek
- Úlibice (konec peáže I/16)
- Vojice (II/327)
- Hořice (obchvat, II/300, II/501)
- II/326
- II/323
- křižovatka Chlum (II/325).
- dálniční křižovatka Plotiště (D11)
- okružní křižovatka Hradec Králové – Plotiště (I/33, E67, začátek peáže I/11, I/37)
- Hradec Králové (peáž I/31, konec peáže I/11 a I/37)

### Pardubický kraj
- Býšť (II/298)
- Holice (obchvat, I/36)
- Vysoká u Holic (II/322)
- Jaroslav (II/305)
- Týnišťko (II/315)
- Zámrsk-Nová Ves (I/17)
- Vysoké Mýto (II/357)
- křižovatka Nedošín (II/317)
- Litomyšl (II/358, II/359, II/360)
- křižovatka Mikuleč (II/366)
- Svitavy-Lačnov (I/43, E461)
- Koclířov (I/34)
- Hřebeč, historická hranice Čechy-Morava
- Moravská Třebová (II/368)
- odbočka Linhartice (II/371)

### Olomoucký kraj
- Mohelnice (I/44),
- čtyřproudý úsek
- Mohelnice-jih (D35, II/444, II/635, II/644)
- silnice nahrazena dálnicí D35 a převedena na II/635
- Křelov (D35, II/635), odsud čtyřproudý úsek
- provizorní úsek I/35 nahrazující nedostavěný úsek D35
- Olomouc (II/446, II/448; začátek peáže I/46; II/435)
- Olomouc-Hodolany (I/55, konec peáže I/46)
- odbočka Přáslavice (II/437)
- napojení na D35 (exit 281), E442, E462, původní silnice převedena na II/437
- svedení z D35/D1 (exit 296), konec peáže E462
- Lipník nad Bečvou (začátek peáže I/47; II/434)
- Hranice (konec peáže I/47, konec čtyřproudého úseku; II/440)
- Teplice nad Bečvou (II/438, II/439)
- Hustopeče nad Bečvou

### Zlínský kraj
- křižovatka Lešná, plánované napojení Palačovské spojky
- Valašské Meziříčí (I/57, II/150)
- Rožnov pod Radhoštěm (I/58)
- Prostřední Bečva (II/481)
- křižovatka Hlavatá (I/56)

### Moravskoslezský kraj
- hraniční přechod Bumbálka – Makov (Slovensko) – pokračuje E442 směr Bytča, Žilina (E50, E75)

## Modernizace silnice
| Číslo | Název                                          | Délka   | Kategorie       | Zahájení výstavby | Uvedení do provozu              | Křižovatky                                                            |
| ----- | ---------------------------------------------- | ------- | --------------- | ----------------- | ------------------------------- | --------------------------------------------------------------------- |
|       | Hrádek nad Nisou – státní hranice(CZ/PL)       | 0,6 km  | 11,5/80         | 04/2007           | 06/2013                         |                                                                       |
|       | Hrádek nad Nisou – obchvat                     | 3,5 km  | 11,5/80         | 02/1998           | 10/1999                         |                                                                       |
| L62   | Bílý kostel – Hrádek nad Nisou                 | 7,6 km  | 11,5/80         | 05/2009           | 07/2014                         | Václavice                                                             |
|       | Mosty Chrastava                                | 0,7 km  | 22,5/80         | 09/1999           | 06/2002                         |                                                                       |
|       | Stráž nad Nisou – Bílý kostel nad Nisou        | 7,4 km  | 22,5/80         | 03/2004           | 06/2006                         | Bílý Kostel nad Nisou Chrastava-centrum Chrastava-jih Stráž nad Nisou |
|       | Liberec – Stráž nad Nisou                      | 4,3 km  | 22,5/80         | 1990 (2. etapa)   | 1986 (1. etapa) 1992 (2. etapa) | Liberec – sever Liberec – Nové Město Liberec – centrum Liberec        |
|       | Dlouhý Most – Liberec                          | 6,8 km  | 22,5/80         | 1996              | 1999                            | Liberec - obchodní zóna Hodkovická                                    |
|       | Jeřmanice – Rádelský mlýn                      | 2,7 km  | 22,0/80         | 1972              | 1974                            | Jeřmanice                                                             |
| L69   | MÚK Rádelský mlýn                              | 0,7 km  | 22,5/80         | 03/2020           | 12/2021                         | Rádelský mlýn                                                         |
|       | Hodkovice – Rádelský mlýn                      | 2,1 km  | 22,5/80         | 05/2002           | 12/2003                         | Hodkovice                                                             |
|       | Nový Mlýn – Hodkovice                          | 3 km    | 22,5/80         | 03/1998           | 2000                            |                                                                       |
|       | Ždárek – Nový Mlýn                             | 1,8 km  | 22,5/80         | 1994              | 1996                            | Žďárek                                                                |
|       | Ohrazenice – Žďárek                            | 3,7 km  | 22,5/80         | 1989              | 1993                            | Paceřice                                                              |
| L54   | MÚK Ohrazenice                                 | 2,5 km  |                 | plánováno 2028    | plánováno 2032                  | Ohrazenice                                                            |
| L67   | Ohrazenice - Valdštejnsko                      | 5,5 km  | 21,5/110        | plánováno 2029    | plánováno 2033                  | Valdštejnsko Přepeře                                                  |
| L68   | Valdštejnsko - Čímyšl                          | 12,5 km | 15,25/110       | plánováno 2029    | plánováno 2033                  | Žernov                                                                |
| L82   | Ktová – odstranění úrovňového přejezdu         | 1 km    | 9,5/70 + 8,5/50 | 09/2020           | 11/2021                         |                                                                       |
| H60   | Čímyšl - Úlibice                               | 14,5 km | 15,25/110       | plánováno 2029    | plánováno 2032                  | Valdice Kněžice Čímyšl                                                |
| H69   | MÚK D11 Plotiště – okružní křižovatka Plotiště | 0,8 km  | 22,5/100        | plánováno 2026    | plánováno 2027                  |                                                                       |
|       | Holice – obchvat                               | 4,2 km  | 11,5/80         | 10/2006           | 12/2008                         |                                                                       |
| Z57   | Lešná – Palačov                                | 5,2 km  | 24,5/100        | 06/2023           | plánováno 2026                  | Palačov                                                               |
| Z50   | Valašské Meziříčí – Lešná, 2. etapa            | 1,7 km  | 24,5/100        | 11/2009           | 09/2014                         | Lešná                                                                 |
| Z51   | Valašské Meziříčí – Lešná, 3. etapa            | 0,7 km  | 24,5/100        | 04/2015           | 09/2017                         |                                                                       |
|       | Hrachovec                                      | 0,8 km  | 9,5/80          | 08/2013           | 12/2013                         |                                                                       |
| Z65   | Střítež                                        | 0,7 km  | 9,5/80          | plánováno 2025    | plánováno 2027                  |                                                                       |
|       | Zubří                                          | 0,5 km  | 9,5/60          | 10/2015           | 08/2017                         |                                                                       |
| Z58   | Rožnov pod Radhoštěm                           | 1,4 km  | 15,5/50         | 03/2015           | 11/2016                         |                                                                       |

## Dálnice D35
D35 (dříve R35) je dálnice plánovaná mezi městy Liberec a Lipník nad Bečvou, kde naváže na dálnici D1. Po dokončení měla být 2. nejdelší dálnicí v Česku. Měla by se spolu s dálnicí D11 stát alternativní trasou k přetížené dálnici D1.
Úsek Liberec–Turnov a úsek Mohelnice – Olomouc – Lipník nad Bečvou byl vystavěn v kategorii rychlostní silnice (D35) Od 1. 1. 2016 se stal úsek Liberec–Turnov silnicí 1. třídy a úsek Mohelnice – Olomouc – Lipník nad Bečvou byl překategorizován na dálnici.
Další hotovou částí D35 je úsek Sedlice – Časy, který navazuje na dálnici D11 a pomocí silnice I/36 se lze napojit na trasu I/35 u Holic. Navazující úsek Časy – Ostrov byl dokončen v prosinci 2022.